# ليونيل ديفيدسون
ليونيل ديفيدسون (بالإنجليزية: Lionel Davidson)‏‏ (31 مارس 1922 في كينغستون أبون هال - 21 أكتوبر 2009 في لندن) رجل غواصة، وكاتب، وروائي، وبحار، وكاتب للأطفال من المملكة المتحدة.

## الجوائز
- الخنجر الماسي لكارتييه [الإنجليزية]‏
- زميل في الجمعية الملكية للأدب

## روابط خارجية
- ليونيل ديفيدسون على موقع IMDb (الإنجليزية)
- ليونيل ديفيدسون على موقع قاعدة بيانات الفيلم (الإنجليزية)